# Chris Brown
Christopher Maurice Brown (* 5. května 1989, Tappahannock, Virginie, USA) je americký RnB zpěvák, rapper, tanečník a herec. Své debutové album z konce roku 2005 s názvem „Chris Brown“ vydal ve věku šestnácti let. Album se proslavilo hitem „Run It!“, který dosáhl až na vrchol Billboard Hot 100 a Brown se díky tomu stal prvním mužským umělcem, který se svým debutovým singlem dostal na první místo tohoto hudebního žebříčku od Montella Jordana v roce 1995.  (ft. Juelz Santana). Tato deska dosáhla dvou milionů prodaných kopií ve Spojených státech a následně dostala certifikát multiplatinové desky.
Brownovo druhé album, Exclusive bylo vydáno v listopadu 2007. Byl na něm jeho druhý úspěšný singl, „Kiss Kiss“ (ft. T-Pain) a hit „With You“. Brown později vydal re-edici alba s názvem „The Forever Edition“. Které obsahovalo jeho další hit „Forever“, vydaný v květnu 2008, ten dosáhl druhé pozice v Billboard Hot 100. Album Exclusive se stalo platinovým a prodalo se ho více než jeden milion kusů.
Kromě svého sólové komerčního úspěchu, figuroval Brown v několika hitech, jako je „No Air“, duet se zpěvačkou Jordin Sparks, „Shorty Like Mine“ s rapperem Bow Wow a „Shawty Get Loose“ spolu s Lil Mama a T -Painem. Písně se usadily na pozicích číslo tři, devět a deset v Billboard Hot 100 resp. Vzhledem k jeho zpěvu a tanci bývá Brown porovnáván s R&B umělci jako jsou Usher a Michael Jackson, kterého ve své hudbě často zmiňuje.

## Život a kariéra

### 1989–2004: Mládí a počátky kariéry
Christopher Maurice Brown se narodil dne 5. května 1989, v malém městečku Tappahannock, ve Virginii, Joyce Hawkinsnové, bývalé ředitelce školky, a Clintonu Brownovi, důstojníkovi v místní věznici. Má starší sestru, která pracuje v bance. Od dětství pro něho byla hudba něčím významným, vždy byla přítomna v Brownově životě, i když nikdo z jeho rodiny nebyl hudebníkem. Ze začátku poslouchal soulová alba, které vlastnili jeho rodiče, ale nakonec začal projevovat zájem o R&B a Hip-hop.
Brown se naučil zpívat a tančit v raném věku, často používal Michaela Jacksona jako svoji inspiraci. Poté začal vystupovat v kostelním sboru a na několika místních talentových přehlídkách. Zatímco napodoboval výkon Ushera, jeho matka rozpoznala jeho vokální talent a začala hledat nahrávací smlouvu. Ve stejné době, měl Brown osobní problémy. Jeho rodiče už byli rozvedení a matčin nový přítel ho po celou dobu děsil domácím násilím.
Ve věku 13 let, byl Brown objeven místním produkčním týmem, který navštívil jeho otce na čerpací stanice za účelem hledání nových talentů. Brown se poté přestěhoval do New Yorku. V roce 2004 ho Tina Davis z Def Jam Recordings kontaktovala, zatímco on pracoval s některými místními labely. Okamžitě ho představila bývalému prezidentovi Island Def Jam Music Group Antoniu „LA“ Reidovi, který mu ještě ten den nabídl k podpisu smlouvu o zastupování. „Věděl jsem, že Chris měl obrovský talent,“ říká Davis. „Také jsem věděl, že chci být jeho součástí.“
Jednání s Def Jam trvalo dva měsíce, než Davis přišla o práci v důsledku fúze společnosti. Brown ji pak požádal, aby se stala jeho manažerkou. Davis jeho nabídku přijala, poté ho začala představovat nahrávacím studiím jako Jive Records, J-Records a Warner Bros.. Brown se nakonec rozhodnul pro Jive, díky jejich úspěšné práci s mladými zpěváky, jako byli Britney Spears a Justin Timberlake. Brown tvrdí: „Vybral jsem si Jive, protože oni měli největší úspěch s mladými umělci na popovém trhu…“

### 2005–2006: Debutové album a turné
Brown začal nahrávat v únoru 2005. Do května téhož roku bylo zaznamenáno přes 50 písní, z toho nakonec bylo vybráno 14 skladeb na album. Na svém debutu spolupracoval s několika producenty jako jsou Scott Storch, Cool & Dre nebo Jazze Pha. Sám se podílel na napsání pěti skladeb. Celé album trvalo vydat osm týdnů, bylo vydáno 29. listopadu 2005. Album debutovalo na druhém místě v Billboard 200, v prvním týdnu se ho prodalo 154 000 kusů. Celkem se prodaly přes dva miliony kopií ve Spojených státech, kde bylo dvakrát vyhlášeno RIAA jako platinové a tři miliony kopií se prodaly po celém světě. Hlavní singl byla píseň „Run It!“ (ft. Juelz Santana), která dosáhla na vrchol v Billboard Hot 100, kde se udržela další čtyři týdny. Tři další singly – „Yo (Excuse Me Miss)“, „Gimme That“ a „Say Goodbye “, se dostaly do první dvacítky.
13. června 2006, vydal DVD s názvem Chris Brown, které ukazuje záběry z jeho cestování v Anglii a v Japonsku, dále záběry, jak se chystá na svoji první návštěvu na Grammy Awards, záběry ze zákulisí nahrávání a hudební videa.
Dne 17. srpna 2006, aby zpropagoval album, začalo jeho turné „The Up Close and Personal Tour“. Vzhledem k tomu, že se vydal na turné, se nahrávání jeho dalšího alba posunulo o dva měsíce. Dětská výzkumná nemocnice v St. Jude obdržela 50.000 dolarů z výnosů z Brownova „Up Close & Personal tour“. Brown byl také předskokanem R&B zpěvačce Beyoncé Knowles, na jejím australském turné „Beyoncé Experience tour“.

### 2007–2008: Herecký debut a album Exclusive

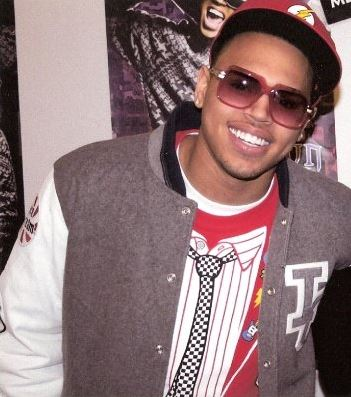
Chris brown 2008

V lednu 2007 dostal malou roli ve čtvrté řadě seriálu The O.C.. Na to ještě v témž měsíci debutoval i ve filmu Stomp The Yard (Divoký Stomp), kde hrál také Ne-Yo, Meagan Good nebo Columbus Short. Dále se objevil v hlavní roli rodinného dramatu Regina Kinga This Christmas(Společné Vánoce), film byl vydán 21. listopadu 2007. Dne 9. července 2007, vystoupil v epizodě pořadu My Super Sweet 16 na stanici MTV (pro tentokrát, byl pořad přejmenován na: Chris Brown: My Super 18), kde oslavil své osmnácté narozeniny v New Yorku. Brown také byl v Disneyeho seriálu Suite Life of Zack & Cody (Sladký život Zacka a Codyho), kde hrál sám sebe. Roku 2010 přišel do kin film Takers (Chmatáci), kde hraje jednoho z lupičů. Jeho kolegy ve filmu jsou Paul Walker, Matt Dillon, Hayden Christensen nebo T.I. Jeho prozatím poslední účinkování je ve filmu Phenom, kde hraje basketbalovou hvězdu NBA, film vyjde v roce 2012.
Krátce po ukončení svého letního turné s Ne-Yoem, začal pracovat na svém druhém albu Exclusive, které bylo vydáno v listopadu roku 2007. Album debutovalo na 4. místě v Billboard 200, s prodejem 294.000 kopií ve svém prvním týdnu prodeje. Celkem se alba prodalo 1,9 milionu kopií jen ve Spojených státech.
První singl „Wall to Wall“ debutoval v hitparádě Billboard Hot 100 na 96. místě a vyšplhal se až na 79. místo, a na 22. místo v hitparádě Billboard R&B a Hip-Hop Chart. Píseň „Kiss Kiss“, kterou produkoval T-Pain, se stala úspěšnější, než píseň „Wall to Wall“ a dosáhla na 1. místo v Billboard Hot 100. Pro Browna se stala písní číslo dvě, protože jeho zatím největším hitem byla píseň „Run It!“ v roce 2005. Z alba pochází také další hity With You a Forever.

### 2009–10: Rihanna a album Graffiti
V roce 2009 se objevily zprávy, že fyzicky napadl svou přítelkyni zpěvačku Rihannu. Poté, co fotky oteklé Rihanny obletěly svět, se stal terčem kritiky. Následný rozchod ho na čas znatelně poznamenal.
V prosinci 2009 vydal album Graffiti. To debutovalo na 7. místě žebříčku Billboard 200 se 102 000 prodanými kusy v prvním týdnu prodeje. Celkem se alba prodalo 306 000 kusů v USA. Za zmínku stojí singly I Can Transform Ya (ft. Lil Wayne a Swizz Beatz) a Crawl, v druhé zmíněné písni obsáhl svou zkušenost s Rihannou. Roku 2010 vydal společně se zpěvákem Tyga mixtape Fan of a Fan, z něhož pochází úspěšná píseň Deuces.

### 2011–12: F.A.M.E. a Fortune, Grammy
Roku 2011 vydal své čtvrté studiové album pojmenováno F.A.M.E., z něhož pochází velmi úspěšné singly „Yeah 3x“ a „Look At Me Now“ (ft. Busta Rhymes a Lil Wayne). Dalšími úspěšnými singly jsou písně „She Ain't You“ a „Next 2 You“ (ft. Justin Bieber). Album, jako jeho první, debutovalo na prvním místě amerického žebříčku Billboard 200. V první týden se ho v USA prodalo 270 000 kusů, celkem poté okolo 700 000 kusů. Obdrželo certifikaci zlatá deska od společnosti RIAA. Také vydal rapový mixtape Boy in Detention. Celkem se alba v USA prodalo okolo 870 000 ks. V únoru 2016 RIAA změnila pravidla udělování certifikací a nově do celkového prodeje započítávala i audio a video streamy. Jen díky tomu album získalo certifikaci 2x platinová deska.
3. července 2012 vyjde již páté studiové album s názvem Fortune. Na internet se také už dostala první promo fotografie z tohoto alba, na které je Brown oblečen do velkého kožichu. Prvním singlem alba Fortune je píseň „Strip“, která byla k digitálnímu stahování uvolněna 18. listopadu 2011. Dalším singlem je „Turn Up The Music“, jenž měl premiéru online 26. ledna 2012. Digitální premiéru měl 14. února 2012.
12. února 2012 se po třech letech velkolepě vrátil na udílení cen Grammy, kde vyhrál s deskou „F.A.M.E.“ svoji vůbec první cenu Grammy a to v kategorii „Nejlepší R&B Album“. Během večera vystoupil nejdříve se svým novým singlem „Turn Up The Music“ a poté ještě spolu s Davidem Guettou a Lil Waynem s písní „I Can Only Imagine“. Celkem se alba v USA prodalo okolo 437 000 kusů. I toto album obdrželo díky změně pravidel RIAA v březnu 2016 certifikaci platinová deska.

### 2013–14: Vězení, album X
Dne 1. března 2013 byla vydána první píseň „Fine China“ z chystaného šestého studiového alba, které je nazváno X. Ani ne o měsíc později Brown sdílel další novou píseň, která se jmenuje „I Can't Win“. Album mělo být původně vydáno 16. července, poté 20. října, 16. listopadu, 3. prosince 2013 a poté 5. května 2014. Nakonec bylo vydáno 16. září 2014. Z alba pochází i singly "Love More" (ft. Nicki Minaj a "Loyal" (ft. Lil Wayne a Tyga). Album debutovalo na druhé příčce amerického žebříčku se 145 000 prodanými kusy v první týden prodeje v USA. Celkem se v USA prodalo 404 000 kusů. I toto album obdrželo díky změně pravidel RIAA v březnu 2016 certifikaci platinová deska.
V této době také Chris Brown byl odsouzen na jeden rok ve vězení, bez možnosti kauce za údajné porušení podmínky a svévolného opuštění léčebny, kterou mu soud nařídil po porušení podmínky z roku 2009 za napadení tehdejší přítelkyně Rihanny. 2. června byl po třech měsících předčasně propuštěn kvůli dobrému chování a přeplnění amerických věznic. Po propuštění napsal na svůj twitter "Pokorný a požehnaný". Pár dní na to byl také souzen za již starší případ, kdy se svým bodyguardem Christopherem Hollosym napadl ve Washingtonu D.C. Adama Parkera. To hudebníkovi hrozilo dalších 6 měsíců a vysoký peněžitý trest.

### 2015: Royalty, Fan of a Fan: The Album, Before the Party
V říjnu 2015 oznámil záměr vydat své sedmé studiové album. To nese název Royalty a původní datum vydání bylo stanoveno na 27. listopadu 2015. Později bylo odloženo na 18. prosince 2015. Z alba byly vydány singly "Liquor" (60. příčka), "Zero", "Back to Sleep" a "Fine by Me". Celkem se v USA prodalo 370 000 kusů, ale i toto album obdrželo díky změně pravidel RIAA v březnu 2016 certifikaci zlatá deska.
Album bylo věnováno pro Chris Brownovu dceru Royalty Brown. Kdy Chris Brown také napsal "Album se jmenuje "Royalty" protože to říká kde momentálně v mém životě jsem a moje dcera je největší součástí mého života" Na albu Royalty je minimum spolupráci, objevují se tam pouze dvě spolupráce a to na písni Wrist (ft. Solo Lucci) a písni "Anyway" (ft. Tayla Parx)
Ve Spojeném království se prodalo přes 60 000 kusů.
20. února téhož roku také vydali albume společně s Tyga nesoucí název Fan of a Fan: The Album, je to tedy pokračování z roku 2010. Na kterém pracovali od roku 2013. Z tohoto mixtapu pochází hit "Ayo" nebo song "Bitches N Marijuana" (ft. Schoolboy Q). Prodali celkem 72,000 kopií, to z něho dělá pro Tyga druhé nejprodávanější album a pro Chris Browna nejslaběji prodávané album. Na spolupracích na albu se objevují jména jako 50 Cent v písničce "I Bet" nebo Pusha-T v písničce "D.G.I.F.U." také se na albu objevují jména jako Ty Dolla $ign či Boosie Badazz)
V listopadu téhož roku také vypustil Chris Brown mixtape nesoucí název "Before the Party" kde se celkem nachází 34 songů s velkým množstvím spoluprací jako například Rihanna, Wiz Khalifa, Kelly Rowland na písničce "Counterfeit" a dále jména jako French Montana, Tyga, Fetty Wap, Wale a také zmiňovaný Pusha-T který s Chris Brownem již spolupracuje řadu let. Za zmínku také stojí píseň "Beat it Up" kterou produkoval Kanye West.

### 2016-2017: Heartbreak on Full Moon
Dne 1. května 2016 oznámil jméno již osmého studiového alba, s datem vydání v roce 2017, Heartbreak on a Full Moon. Dne 5. května stejného roku vydal první propagační píseň s názvem „Grass Ain't Greener“. 16. prosince 2016 vydal vedoucí singl nového alba s názvem „Party“, na němž vystupují také Usher a Gucci Mane.
V roce 2016 také vydal ve spolupráci s OHB (Original Hood Bosses), mixtape nesoucí název Before The Trap: Nights In Tarzana který obsahoval 19 tracků, krom členů OHB, se také na mixtape objevují jména jako Kevin Gates či Young Thug. Téhož roku také vydal mixtape opět ve spolupráci s OHB & Section Boyz nesoucí název Attack The Block, který obsahoval 16 tracků. Na mixtape také figurují jména jako Ray J či French Montana.
Již dříve avizoval vydání biografického dokumentu nesoucí název Welcome To My Life, kde se mimo své hudby vyjadřuje i ke kauze s Rihannou z roku 2009. Tento dokument šel oficiálně do kin 6. června 2017. V dokumentu se objevili mimo jiné i Jennifer Lopez, DJ Khaled, Usher, Mike Tyson a další. Téhož měsíce vydal své osmé studiové albu nesoucí název Heartbreak on Full Moon. Chris Brown zveřejnil v květnu 2017 tracklist alba a tím odhalil, že se jedná o "double-album". První tracklist obsahuje 20 tracků a druhý rovněž 20 tracků. Album obsahuje singly "Party" (ft. Usher a Gucci Mane) nebo "Privacy". Téhož roku v únoru také odstartoval tour nesoucí název "The Party Tour", na které mu dopomáhali Fabolous, Kap G a O.T. Genasis známý hitem "Coco". S tour navštívil většinu velkých amerických měst. Alba se prodalo přes 500 000 kopií v prvním týdnu prodeje, což z něj udělalo zlatou desku. Album má 45 tracků, vyskytují se na něm jména jako Usher, Gucci Mane, Lil Yachty, Jhene Aiko, Future či Young Thug. Kritici album označují za "umělecky kontroverzní". Cover alba zveřejnil pouze týden před vydáním alba, Chris Brown tohle album také skoro vůbec nepromoval, i přes to se tohle album označuje za jedno ze svých vůbec nejlepších. Většinu textů si psal sám. Albu se drželo dlouhé týdny na prvních příčkách žebříčků Billboard jako nejlepší hip hop, r'n'b album. Dne 12. prosince 2017 vydal deluxe verzi alba jako vánoční dárek svým fanouškům.

### 2018-2020: Indigo a Slime & B
V červnu 2019 vydal své deváté studiové album Indigo, které debutovalo na první přčve žebříčku Billboard 200, což se Brownovi podařilo naposledy v roce 2012. Z alba pocházejí úspěšné singly „Undecided“ (35. příčka), „No Guidance“ (ft. Drake) (5. příčka), „Heat“ (ft. Gunna) (36. příčka) a „Don't Check on Me“ (ft. Justin Bieber a Ink) (67. příčka).
V květnu 2020 vydal společný mixtape s rapperem Young Thugem. Mixtape Slime & B se umístil na 24. příčce žebříčku Billboard 200. Obsahuje hit „Go Crazy“ (9. příčka).

## Zajímavosti
Herec a moderátor Nick Cannon napsal na svém instagramu že Chris Brown je spojení Michael Jacksona a Tupaca.
Tetování které má Chris Brown na prsou "Symphonic Love" je spojené se stejnojmennou organizaci která pomáhá umění a umělcům jako samotným.
Chris daroval charitě 1$ z každé prodané kopie jeho alba "Royalty" kterého se prodalo přes 560,000 v USA a Velké Británii.
Aktivně se zúčastňuje charitativních basketbalových, baseballových či fotbalých zápasů kde výtěžek putuje pochopitelně na charitu.
Na svém těle má přes 40 tetování, jedno z nich také patří jeho dceři (Royalty) kterou má vytetovanou na zádech.
Breezy na instagramu napsal pod fotku jeho fanouškovi, který se ptal jak je možné že se takové nevydané tracky "objevují" když on sám je nezveřejňuje (v reakci na to že 30.5.2017 vyšlo asi 20 písní tj. unreleased) na to Chris Brown zareagoval že dané písně nejsou z jeho nového alba (Heartbreak on Full Moon) a napsal že některé texty píše a skládá pro rappery, zpěvačky či zpěváky, dodal že má přes 6,000 písní tak proto takové oficiálně nevydané tracky se mohou někdy na internetu objevit.
Chris Brown daroval 100,000 $ na pomoc obětem hurikánu Irma v Houstonu.[zdroj⁠?!]
14.12. 2017 daroval Chris 50,000 $ soukromé základní škole v Atlantě.

## Diskografie

### Studiová alba
| Rok  | Album                                                               | Nejvyšší umístění v hitparádě | Nejvyšší umístění v hitparádě | Nejvyšší umístění v hitparádě | Nejvyšší umístění v hitparádě | Nejvyšší umístění v hitparádě | Prodej           | Certifikace                               |
| Rok  | Album                                                               | US 200                        | US R&B                        | CAN                           | UK                            | ČR                            | Prodej           | Certifikace                               |
| ---- | ------------------------------------------------------------------- | ----------------------------- | ----------------------------- | ----------------------------- | ----------------------------- | ----------------------------- | ---------------- | ----------------------------------------- |
| 2005 | Chris Brown - Vydáno: 29. listopadu 2005 - Vydavatel: Jive, Zomba   | 2                             | 1                             | —                             | 29                            | —                             | US: 2 199 000 ks | US: 3x platinová UK: zlatá CAN: zlatá     |
| 2007 | Exclusive - Vydáno: 6. listopadu 2007 - Vydavatel: Jive, Zomba      | 4                             | 2                             | 16                            | 3                             | —                             | US: 2 014 000 ks | US: 4x platinová UK: platinová            |
| 2009 | Graffiti - Vydáno: 8. prosince 2009 - Vydavatel: Jive               | 7                             | 1                             | —                             | 55                            | —                             | US: 341 000 ks   | US: zlatá UK: stříbrná                    |
| 2011 | F.A.M.E. - Vydáno: 22. března 2011 - Vydavatel: Jive                | 1                             | 1                             | 6                             | 10                            | —                             | US: 870 000 ks   | US: 3x platinová UK: platinová            |
| 2012 | Fortune - Vydáno: 3. července 2012 - Vydavatel: RCA                 | 1                             | 1                             | 6                             | 1                             | 27                            | US: 437 000 ks   | US: platinová UK: zlatá                   |
| 2014 | X - Vydáno: 16. září 2014 - Vydavatel: RCA                          | 2                             | 1                             | 2                             | 4                             | —                             | US: 404 000 ks   | US: 2x platinová UK: stříbrná             |
| 2015 | Royalty - Vydáno: 18. prosince 2015 - Vydavatel: RCA                | 3                             | 1                             | 17                            | 23                            | —                             | US: 360 000 ks   | US: platinová UK: zlatá                   |
| 2017 | Heartbreak on a Full Moon - Vydáno: 31. října 2017 - Vydavatel: RCA | 3                             | 1                             | 10                            | 10                            | —                             | US: 105 000 ks   | US: 2x platinová CAN: platinová UK: zlatá |
| 2019 | Indigo - Vydáno: 28. června 2019 - Vydavatel: RCA                   | 1                             | 1                             | 2                             | 7                             | —                             | US: 84 000 ks    | US: platinová CAN: zlatá UK: stříbrná     |
| 2022 | Breezy - Vydáno: 24. června 2022 - Vydavatel: RCA                   | 4                             | 2                             | 7                             | 6                             | —                             |                  |                                           |
| 2023 | 11:11 - Vydáno: 10. listopadu 2023 - Vydavatel: RCA                 | 9                             | 2                             | 34                            | 11                            | —                             |                  |                                           |

### Společná alba
| Rok  | Album | Nejvyšší umístění v hitparádě | Nejvyšší umístění v hitparádě | Nejvyšší umístění v hitparádě | Nejvyšší umístění v hitparádě | Nejvyšší umístění v hitparádě | Prodej         | Certifikace            |
| Rok  | Album | US 200                        | US R&B                        | CAN                           | UK                            | ČR                            | Prodej         | Certifikace            |
| ---- | --- | ----------------------------- | ----------------------------- | ----------------------------- | ----------------------------- | ----------------------------- | -------------- | ---------------------- |
| 2015 | Fan of a Fan: The Album (s Tyga) - Vydáno: 24. února 2015 - Vydavatel: RCA, Young Money, Cash Money, Republic | 7                             | 3                             | 11                            | 7                             | —                             | US: 160 000 ks | US: zlatá UK: stříbrná |
| 2020 | Slime & B (s Young Thug) - Vydáno: 5. května 2020 - Vydavatel: RCA, YSL, 300, Atlantic                        | 24                            | 15                            | 46                            | 51                            | —                             | US: 20 000 ks  | US: /                  |

### Mixtapy
- 2010 – In My Zone (Rhythm & Streets)
- 2010 – Fan of a Fan (s Tyga)
- 2010 – In My Zone 2
- 2011 – Boy In Detention
- 2013 – X Files
- 2015 – Fan of a Fan 2 (s Tyga)
- 2015 – Before The Party
- 2016 – Before The Trap: Nights in Tarzana (s OHB)
- 2016 – Attack The Block (s OHB & Section Boyz)

### Úspěšné singly
| Rok  | Název písně                                                                | Pozice v mezinárodních žebříčcích | Pozice v mezinárodních žebříčcích | Pozice v mezinárodních žebříčcích | Pozice v mezinárodních žebříčcích | Certifikace                                                                      | Album                     |
| Rok  | Název písně                                                                | US 100                            | US R&B                            | CAN                               | UK                                | Certifikace                                                                      | Album                     |
| ---- | -------------------------------------------------------------------------- | --------------------------------- | --------------------------------- | --------------------------------- | --------------------------------- | -------------------------------------------------------------------------------- | ------------------------- |
| 2005 | „Run It!“ (ft. Juelz Santana)                                              | 1                                 | 1                                 | —                                 | 2                                 | US: 3x platinová AUS: 3x platinová CAN: zlatá UK: zlatá                          | Chris Brown               |
| 2005 | „Yo (Excuse Me Miss)“                                                      | 7                                 | 2                                 | —                                 | 13                                | US: 2x platinová AUS: platinová UK: zlatá                                        | Chris Brown               |
| 2006 | „Gimme That“ (ft. Lil Wayne)                                               | 15                                | 5                                 | —                                 | 23                                | US: platinová                                                                    | Chris Brown               |
| 2006 | „Say Goodbye“                                                              | 10                                | 1                                 | —                                 | —                                 | US: 2x platinová                                                                 | Chris Brown               |
| 2006 | „Poppin'“                                                                  | 42                                | 5                                 | —                                 | —                                 | US: zlatá                                                                        | Chris Brown               |
| 2007 | „Wall to Wall“                                                             | 79                                | 22                                | —                                 | 75                                | US: platinová AUS: platinová                                                     | Exclusive                 |
| 2007 | „Kiss Kiss“ (ft. T-Pain)                                                   | 1                                 | 2                                 | 6                                 | 38                                | US: 4x platinová AUS: 3x platinová CAN: 2x platinová NZ: platinová UK: platinová | Exclusive                 |
| 2007 | „With You“                                                                 | 2                                 | 5                                 | 2                                 | 8                                 | US: 5x platinová AUS: 4x platinová CAN: zlatá NZ: platinová UK: platinová        | Exclusive                 |
| 2008 | „Take You Down“                                                            | 43                                | 4                                 | —                                 | 92                                | US: platinová                                                                    | Exclusive                 |
| 2008 | „Forever“                                                                  | 2                                 | 62                                | 2                                 | 4                                 | US: 6x platinová AUS: 5x platinová NZ: platinová UK: platinová                   | Exclusive                 |
| 2009 | „I Can Transform Ya“ (ft. Lil Wayne a Swizz Beatz)                         | 20                                | 11                                | 54                                | 26                                | US: 2x platinová AUS: platinová NZ: platinová UK: stříbrná                       | Graffiti                  |
| 2009 | „Crawl“                                                                    | 53                                | 59                                | 73                                | 35                                | US: zlatá AUS: zlatá                                                             | Graffiti                  |
| 2010 | „Deuces“ (ft. Tyga a Kevin McCall)                                         | 14                                | 1                                 | —                                 | 68                                | US: 2x platinová UK: stříbrná                                                    | Fan of a Fan a F.A.M.E.   |
| 2010 | „Yeah 3x“                                                                  | 15                                | —                                 | 12                                | 6                                 | US: 3x platinová AUS: 6x platinová NZ: platinová UK: platinová                   | F.A.M.E.                  |
| 2011 | „No Bullshit“                                                              | 62                                | 3                                 | —                                 | —                                 | US: zlatá                                                                        | F.A.M.E.                  |
| 2011 | „Look at Me Now“ (ft. Lil Wayne a Busta Rhymes)                            | 6                                 | 1                                 | 51                                | 44                                | US: 8x platinová AUS: 2x platinová UK: stříbrná                                  | F.A.M.E.                  |
| 2011 | „Beautiful People“ (ft. Benny Benassi)                                     | 43                                | —                                 | 22                                | 4                                 | US: platinová AUS: 3x platinová NZ: zlatá UK: platinová                          | F.A.M.E.                  |
| 2011 | „She Ain't You“                                                            | 27                                | 5                                 | 80                                | 90                                | US: platinová AUS: platinová                                                     | F.A.M.E.                  |
| 2011 | „Next 2 You“ (ft. Justin Bieber)                                           | 26                                | —                                 | 36                                | 14                                | US: platinová AUS: 2x platinová NZ: zlatá UK: zlatá                              | F.A.M.E.                  |
| 2011 | „Wet the Bed“ (ft. Ludacris)                                               | 77                                | 6                                 | —                                 | —                                 | US: platinová                                                                    | F.A.M.E.                  |
| 2011 | „Strip“ (ft. Kevin McCall)                                                 | 37                                | 3                                 | —                                 | —                                 | US: 2x platinová AUS: platinová                                                  | Boy in Detention          |
| 2012 | „Turn Up the Music“                                                        | 10                                | 81                                | 19                                | 1                                 | US: 2x platinová AUS: 3x platinová NZ: zlatá UK: zlatá                           | Fortune                   |
| 2012 | „Sweet Love“                                                               | 89                                | 25                                | —                                 | —                                 | US: zlatá                                                                        | Fortune                   |
| 2012 | „Don't Wake Me Up“                                                         | 10                                | —                                 | 25                                | 2                                 | US: 2x platinová AUS: 4x platinová NZ: platinová UK: platinová                   | Fortune                   |
| 2012 | „Don't Judge Me“                                                           | 67                                | 3                                 | —                                 | 42                                | US: platinová AUS: zlatá                                                         | Fortune                   |
| 2013 | „Fine China“                                                               | 31                                | 10                                | 71                                | 23                                | US: platinová AUS: platinová UK: stříbrná                                        | X                         |
| 2013 | „Don't Think They Know“ (ft. Aaliyah)                                      | 81                                | 42                                | —                                 | 95                                | US: platinová                                                                    | X                         |
| 2013 | „Love More“ (ft. Nicki Minaj)                                              | 23                                | 7                                 | —                                 | 32                                | US: 2x platinová AUS: platinová UK: stříbrná                                     | X                         |
| 2013 | „Loyal“ (ft. Lil Wayne a French Montana)                                   | 9                                 | 4                                 | 90                                | 10                                | US: 4x platinová AUS: 3x platinová UK: 2x platinová                              | X                         |
| 2014 | „New Flame“ (ft. Usher a Rick Ross)                                        | 27                                | 6                                 | —                                 | 10                                | US: 3x platinová AUS: platinová UK: stříbrná                                     | X                         |
| 2015 | „Ayo“ (s Tyga)                                                             | 21                                | 7                                 | 65                                | 6                                 | US: 3x platinová AUS: 2x platinová UK: platinová                                 | Fan of a Fan: The Album   |
| 2015 | „Liquor“                                                                   | 60                                | 21                                | —                                 | 82                                | US: platinová                                                                    | Royalty                   |
| 2015 | „Zero“                                                                     | 80                                | —                                 | —                                 | 68                                | US: zlatá                                                                        | Royalty                   |
| 2015 | „Back to Sleep“                                                            | 20                                | 5                                 | 95                                | 100                               | US: 2x platinová AUS: platinová NZ: zlatá UK: stříbrná                           | Royalty                   |
| 2016 | „Grass Ain't Greener“                                                      | 71                                | 23                                | -                                 | 100                               | US: platinová AUS: platinová UK: stříbrná                                        | Heartbreak on a Full Moon |
| 2016 | „Party“ (ft. Usher a Gucci Mane)                                           | 40                                | 14                                | 50                                | 68                                | US: 2x platinová AUS: platinová CAN: zlatá UK: stříbrná                          | Heartbreak on a Full Moon |
| 2017 | „Privacy“                                                                  | 62                                | 26                                | —                                 | 86                                | US: 2x platinová AUS: platinová UK: zlatá                                        | Heartbreak on a Full Moon |
| 2017 | „Pills & Automobiles“ (ft. Yo Gotti, A Boogie wit da Hoodie a Kodak Black) | 46                                | 16                                | 67                                | —                                 | US: 3x platinová AUS: platinová                                                  | Heartbreak on a Full Moon |
| 2017 | „Questions“                                                                | 78                                | 33                                | 53                                | 12                                | US: platinová AUS: platinová CAN: zlatá UK: platinová                            | Heartbreak on a Full Moon |
| 2018 | „Tempo“                                                                    | 88                                | 36                                | —                                 | —                                 | US: platinová AUS: zlatá                                                         | Heartbreak on a Full Moon |
| 2018 | „Stranger Things“ (s Joyner Lucas)                                         | 91                                | 46                                | —                                 | —                                 | US: zlatá                                                                        | —                         |
| 2019 | „Undecided“                                                                | 35                                | 15                                | 57                                | 15                                | US: platinová CAN: zlatá UK: stříbrná                                            | Indigo                    |
| 2019 | „No Guidance“ (ft. Drake)                                                  | 5                                 | 2                                 | 1                                 | 6                                 | US: 8x platinová CAN: 3x platinová UK: platinová AUS: 4x platinová               | Indigo                    |
| 2019 | „Heat“ (ft. Gunna)                                                         | 36                                | 15                                | —                                 | —                                 |                                                                                  | Indigo                    |
| 2019 | „Don't Check on Me“ (ft. Justin Bieber a Ink)                              | 67                                | —                                 | 48                                | 29                                | UK: zlatá AUS: zlatá                                                             | Indigo                    |
| 2020 | „Go Crazy“ (s Young Thug)                                                  | 9                                 | 4                                 | 41                                | 10                                | US: 3x platinová AUS: 2x platinová CAN: 2x platinová UK: platinová               | Slime & B                 |

## Filmografie

### Filmy
- 2007 – Stomp the Yard / (Divoký Stomp)
- 2007 – This Christmas / (Společné Vánoce)
- 2010 – Takers / (Gangsteři)
- 2013 – Battle of the Year: The Dream Team

### Seriály
- 2007 – The O.C. (3 episody)